# Konvex rétegek

Egy ponthalmaz konvex rétegei és félsíkkal való metszetük

A matematika, azon belül a számítási geometria területén az euklideszi síkon lévő ponthalmaz konvex rétegei (convex layers) alatt a halmaz pontjait csúcsként tartalmazó, egymásba ágyazott konvex sokszögek sorozata értendő. A legkülső réteg a pontok konvex burkával egyezik meg, a többi réteget a megmaradó pontokból rekurzív módon képezik. A legbelső réteg degenerált, egy vagy két pontból álló is lehet.
A konvex rétegek előállításának problémáját „hagymahámozásnak” (onion peeling) vagy „hagymafelbontásnak” (onion decomposition) is nevezik.
Bár a konvex rétegek előállíthatók a konvex burok rekurzív képzésével is, az {\displaystyle n} pontból álló halmaz konvex rétegekre bontására ennél lényegesen gyorsabb, {\displaystyle O(n\log n)} idejű algoritmus is létezik.
A konvex rétegek egyik első felhasználási területe a robusztus statisztika területén a kiugró értékek azonosítása és a mintapontok egy halmaza centrális tendenciájának mérése volt. Ebben a kontextusban egy adott pontot körülvevő konvex rétegek számát a pont „konvexburok-hámozási mélységének” (convex hull peeling depth) nevezik, maguk a konvex rétegek pedig az adatmélység itt értelmezett fogalma szerinti mélységvonalakat (depth contours) alkotják.
A konvex rétegek felhasználhatók egy lekérdező félsík összes pontjának hatékony, tartományriport (range reporting, egy adott mértani objektumon belüli pontok megkeresése) céljára szolgáló adatstruktúrájában. Az egymást követő rétegek a félsíkon belül eső pontjait a félsík irányában lévő legszélső helyzetű pontból kiinduló bináris kereséssel lehet megtalálni. Az egymást követő bináris keresések fractional cascading algoritmussal felgyorsíthatók, így a teljes lekérdezési idő {\displaystyle O(\log n+k)}, amennyiben {\displaystyle k} pontot találunk meg egy {\displaystyle n} elemű halmazból.
Az {\displaystyle n\times n} négyzetrács {\displaystyle \Theta (n^{4/3})} konvex réteggel rendelkezik, ami tetszőleges, konvex alakzatban egyenletes eloszlás szerint elhelyezkedő pontokra is igaz.
A konvex rétegek előállítása magasabb dimenziókban is hasonlóan történhet, de elsősorban a 2 dimenziós esetnek ismertek gyakorlati alkalmazásai.

## Fordítás
- Ez a szócikk részben vagy egészben a Convex layers című angol Wikipédia-szócikk ezen változatának fordításán alapul.  Az eredeti cikk szerkesztőit annak laptörténete sorolja fel. Ez a jelzés csupán a megfogalmazás eredetét és a szerzői jogokat jelzi, nem szolgál a cikkben szereplő információk forrásmegjelöléseként.